# Leila Nda
Leila Ndabirabe (26 de junio de 1990, Burundi) es una modelo burundesa actualmente contratada por la agencia Elite Model Management.

## Carrera
Su carrera en el modelaje comenzó cuando ella contaba con 15 años al ser descubierta mientras caminaba por la calle. Su fama comenzó cuando apareció en la portadas de Vogue, Elle y WWD.
Ha desfilado para diseñadores de renombre. También ha aparecido en el Victoria's Secret Fashion Show en 2015 y 2017